# Spliff
Spliff (рус. «Сплифф») — немецкая музыкальная группа, существовавшая с 1980 по 1985 годы. Их характерное звучание представляло собой смесь электронной музыки, регги и панк-рока.

## История
Трое из участников играли вместе в рок-группе «Lokomotive Kreuzberg» до того, как Нина Хаген образовала с ними группу «Nina Hagen Band» в 1977 году. Вместе с Ниной они записывают и выпускают два альбома, прежде чем Нина Хаген распускает группу в 1979 году. После этого оставшиеся участники образовали группу «Spliff». В 1980 году они записали и выпустили дебютный альбом «The Spliff Radio Show», их единственный альбом на английском языке. После ухода Альфа Климека (бывшего вокалиста группы) оставшиеся участники продолжили петь на немецком языке. Группа стала известна благодаря таким хитам, как песни «Carbonara», «Das Blech» и «Déjà vu». Несмотря на свой влиятельный статус, группа просуществовала недолго.

## Дискография

### Альбомы
- The Spliff Radio Show (1980)
- 85555 (1982)
- Herzlichen Glückwunsch! (1982)
- Schwarz auf Weiss (1984)

### Сборники
- Alles Gute (Best Of) (1993)
- Spliff and Friends (1996)
- Media Markt präsentiert Spliff (2001)
- The Best Of (2005)
- Kult – 30 Jahre Spliff (2010)